# Kalhuhuraa (Kaafu)
Pour les articles homonymes, voir Kalhuhuraa.
Kalhuhuraa est une petite île inhabitée des Maldives. Elle est désormais pratiquement érodée, alors que des arbres y poussaient encore il y a un siècle.

## Géographie
Kalhuhuraa est située dans le centre des Maldives, dans le Nord-Ouest de l'atoll Malé Sud, dans la subdivision de Kaafu